# Tullgrenella quadripunctata
Tullgrenella quadripunctata är en spindelart som först beskrevs av Cândido Firmino de Mello-Leitão 1944.  
Tullgrenella quadripunctata ingår i släktet Tullgrenella och familjen hoppspindlar. Inga underarter finns listade i Catalogue of Life.